# The Mystery of Edwin Drood (TV-film)
The Mystery of Edwin Drood är en brittisk TV-film från 2012 i regi av Diarmuid Lawrence. Filmen är baserad på Charles Dickens oavslutade deckarroman Mysteriet Edwin Drood och manuset har adapterats och givits ett nytt slut av Gwyneth Hughes. Filmen har också visats som en miniserie i två delar.

## Rollista i urval
- Matthew Rhys - John Jasper
- Rory Kinnear - Pastor Septimus Crisparkle
- Alun Armstrong - Hiram Grewgious
- Julia McKenzie - Mrs Crisparkle
- Ron Cook - Durdles
- David Dawson - Bazzard
- Sacha Dhawan - Neville Landless
- Freddie Fox - Edwin Drood
- Ian McNeice - Borgmästare Thomas Sapsea
- Tamzin Merchant - Rosa Bud
- Amber Rose Revah - Helena Landless
- Ellie Haddington - Prinsessan Blossare
- Janet Dale - Miss Twinkleton
- Alfie Davis - ställföreträdare
- Rob Dixon - Kapten Drood